# Marina Klimova
Marina Vladimirovna Klimova (Russisch: Марина Владимировна Климова; Sverdlovsk, 28 juli 1966) is een Russisch voormalig kunstschaatsster die uitkwam bij het ijsdansen. Ze nam met haar echtgenoot Sergej Ponomarenko deel aan drie edities van de Olympische Winterspelen: Sarajevo 1984, Calgary 1988 (voor de Sovjet-Unie) en Albertville 1992 (met het gezamenlijk team). Het ijsdanspaar won olympisch goud, zilver en brons, werd drie keer wereldkampioen en vier keer Europees kampioen.

## Biografie
Marina Klimova en haar partner Sergej Ponomarenko behoorden begin jaren negentig tot de beste ijsdansers ter wereld. Ze beleefden in 1984 hun doorbraak toen ze de bronzen medaille wonnen bij zowel de Europese kampioenschappen als bij de Olympische Winterspelen in Sarajevo. In de jaren erna eindigden ze vaak achter landgenoten Natalja Bestemjanova / Andrej Boekin op het podium. Zo wonnen ze zilver bij de EK (1985-87), de WK (1985-88) en bij de Olympische Winterspelen 1988 in Calgary. Nadat Bestemjanova en Boekin in 1988 hun carrière beëindigden, domineerden Klimova en Ponomarenko bij het ijsdansen. Ze wonnen de WK in de jaren 1989-90 en 1992, de EK (1989-92) en veroverden olympisch goud bij de Olympische Winterspelen in Albertville. Van 1992 tot 1997 schaatsten de twee professioneel. Ze huwden in 1984 en wonen in de Verenigde Staten. Klimova en Ponomarenko coachten na hun carrière jonge kunstschaatsers in San Jose (Californië). Zelf hebben ze twee zoons, geboren in 1998 en 2001. Hun jongste zoon Anthony is ook actief als ijsdanser; in 2017 won hij met zijn schaatspartner Christina Carreira brons bij de WK junioren.

## Belangrijke resultaten
1981-1992 met Sergej Ponomarenko (voor de Sovjet-Unie uitkomend)
| Kampioenschap           | 82/83 | 83/84 | 84/85  | 85/86  | 86/87  | 87/88  | 88/89 | 89/90 | 90/91  | 91/92 |
| ----------------------- | ----- | ----- | ------ | ------ | ------ | ------ | ----- | ----- | ------ | ----- |
| Olympische Spelen       |       | Brons |        |        |        | Zilver |       |       |        | Goud  |
| Wereldkampioenschap     |       | 4e    | Zilver | Zilver | Zilver | Zilver | Goud  | Goud  | Zilver | Goud  |
| Europees kampioenschap  | 4e    | Brons | Zilver | Zilver | Zilver |        | Goud  | Goud  | Goud   | Goud  |
| Nationaal kampioenschap |       |       | Goud   | Goud   |        | Goud   | Goud  | Goud  |        |       |

1976: Ljoedmila Pachomova / Aleksandr Gorsjkov ·
1980: Natalja Linitsjoek / Gennadi Karponossov ·
1984: Jayne Torvill / Christopher Dean ·
1988: Natalja Bestemjanova / Andrej Boekin ·
1992: Marina Klimova / Sergej Ponomarenko ·
1994: Oksana Grisjtsjoek / Jevgeni Platov ·
1998: Oksana Grisjtsjoek / Jevgeni Platov ·
2002: Marina Anissina / Gwendal Peizerat ·
2006: Tatjana Navka / Roman Kostomarov ·
2010: Tessa Virtue / Scott Moir ·
2014: Meryl Davis / Charlie White ·
2018: Tessa Virtue / Scott Moir ·
2022: Gabriella Papadakis / Guillaume Cizeron